# Sven Rydell
Sven Åke Albert Rydell (n. 14 ianuarie 1905, Göteborgs Kristine församling⁠(d), Gothenburg and Bohus County⁠(d), Suedia – d. 4 aprilie 1975, Göteborg, Suedia) a fost un fotbalist internațional suedez, care a fost golgheterul all-time al naționalei de fotbal a Suediei până pe 4 septembrie 2014, când Zlatan Ibrahimović a marcat cel de-al 50-lea său gol pentru națională.
Rydell a jucat în anii 1920 și '30 și a marcat 49 de goluri în doar 43 meciuri pentru naționala Suediei. Cele 49 de goluri ale sale au stabilit un record la națională care s-a menținut peste 80 de ani.

## Goluri internaționale
| #               | Data               | Stadion              | Adversar      | Scor | Rezultat   | Competiție                         |
| --------------- | ------------------ | -------------------- | ------------- | ---- | ---------- | ---------------------------------- |
| 1.              | 20 iunie 1923      | Gävle, Suedia        | Finlanda      | 5–4  | Victorie   | Meci amical                        |
| 2.              | 16 septembrie 1923 | Oslo, Norvegia       | Norvegia      | 3–2  | Victorie   | Meci amical                        |
| 3, 4, 5.        | 18 mai 1924        | Stockholm, Suedia    | Polonia       | 5–1  | Victorie   | Meci amical                        |
| 6, 7, 8.        | 29 mai 1924        | Paris, Franța        | Belgia        | 8–1  | Victorie   | Jocurile Olimpice de vară din 1924 |
| 9.              | 1 iunie 1924       | Paris, Franța        | Egipt         | 5–0  | Victorie   | Jocurile Olimpice de vară din 1924 |
| 10, 11.         | 9 iunie 1924       | Paris, Franța        | Țările de Jos | 3–1  | Victorie   | Jocurile Olimpice de vară din 1924 |
| 12, 13.         | 15 iunie 1924      | Copenhaga, Danemarca | Danemarca     | 3–2  | Victorie   | Nordic Championship                |
| 14, 15, 16, 17. | 29 iunie 1924      | Stockholm, Suedia    | Egipt         | 5–0  | Victorie   | Meci amical                        |
| 18, 19, 20.     | 21 septembrie 1924 | Stockholm, Suedia    | Norvegia      | 6–1  | Victorie   | Nordic Championship                |
| 21.             | 5 iulie 1924       | Stockholm, Suedia    | Austria       | 2–4  | Înfrângere | Meci amical                        |
| 22, 23.         | 12 iulie 1925      | Stockholm, Suedia    | Ungaria       | 6–2  | Victorie   | Meci amical                        |
| 24, 25, 26, 27. | 23 august 1925     | Oslo, Norvegia       | Norvegia      | 7–3  | Victorie   | Nordic Championship                |
| 28, 29.         | 9 iunie 1926       | Stockholm, Suedia    | Norvegia      | 3–2  | Victorie   | Nordic Championship                |
| 30.             | 3 aprilie 1927     | Bruxelles, Belgia    | Belgia        | 1–2  | Înfrângere | Meci amical                        |
| 31, 32, 33.     | 29 mai 1927        | Stockholm, Suedia    | Letonia       | 12–0 | Victorie   | Meci amical                        |
| 34, 35, 36.     | 26 iunie 1927      | Oslo, Norvegia       | Norvegia      | 5–3  | Victorie   | Nordic Championship                |
| 37.             | 6 noiembrie 1927   | Zürich, Elveția      | Elveția       | 2–2  | Egalitate  | Meci amical                        |
| 38.             | 7 octombrie 1928   | Copenhaga, Danemarca | Danemarca     | 1–3  | Înfrângere | Nordic Championship                |
| 39, 40, 41.     | 9 iunie 1929       | Stockholm, Suedia    | Țările de Jos | 6–2  | Victorie   | Meci amical                        |
| 42.             | 28 iulie 1929      | Malmö, Suedia        | Letonia       | 10–0 | Victorie   | Meci amical                        |
| 43, 44.         | 28 iunie 1931      | Stockholm, Suedia    | Danemarca     | 3–1  | Victorie   | Nordic Championship                |
| 45.             | 26 iulie 1931      | Västerås, Suedia     | Letonia       | 6–0  | Victorie   | Meci amical                        |
| 46.             | 8 noiembrie 1931   | Budapesta, Ungaria   | Ungaria       | 1–3  | Înfrângere | Meci amical                        |
| 47, 48, 49.     | 16 mai 1932        | Stockholm, Suedia    | Finlanda      | 7–1  | Victorie   | Meci amical                        |